# Загибель Адоніса
Загибель Адоніса або Смерть Адоніса на полюванні (італ. Morte di Adone) — мармурова скульптура доби італійського бароко скульптора Джузеппе Маццуолі.

## Сюжет
Сюжет скульптури є ілюстрацією до поеми давньоримського поета Овідія «Метаморфози». Сюжети поеми користувалися популярністю ще за часів Відродження, бо розповідали про любовні пригоди та стосунки богів Олімпу. Сюжет про любов богині кохання Венери та юнака Адоніса приваблював багатьох художників, серед яких Тиціан ,Паоло Веронезе,Рубенс,майстри доби маньєризму.
За античним міфом, юнак Адоніс не послухав кохану Венеру та пішов на полювання. Під час переслідування дикого кабана той напав на мисливця і смертельно поранив Адоніса. Момент атаки дикого звіра і смерть мисливця і показав скульптор.

## Автор
Джузеппе Маццуолі — працював у Римі і був послідовником ефектної, але холоднувато-аристократичної манери в скульптурі, що йшла від зразків пізньої скульптури Лоренцо Берніні. Твір був створений на початку 18 століття і мав деякі ознаки занепаду — звідси надзвичайно віртуозна обробка поверхні мармуру (волосся зачіски Адоніса, пасми шерсті кабана), намагання реалістично передати рослини галявини. Умовність прийомів скульптури відкинута заради занадтої натуралістичності зображення. Твір має присмак аристократичної римської культури 17 століття, що ґрунтувалась на глибокому знанні латини, давньогрецьких міфів, літератури Стародавнього Риму.  

## Історія перебування
Скульптура знаходилася в  приватній збірці російського вельможі Мусіна-Пушкіна. В Ермітаж її перевезли лише після 1917 року під час націоналізації та вилучення приватних збірок мистецтва з палаців аристократії.